# Alex Henry
Alexander Lawrence Henry (* 18. Oktober 1979 in Elliot Lake, Ontario) ist ein ehemaliger kanadischer Eishockeyspieler und derzeitiger -trainer, der im Verlauf seiner aktiven Karriere zwischen 1996 und 2014 unter anderem 177 Spiele für die Edmonton Oilers, Washington Capitals, Minnesota Wild und Canadiens de Montréal in der National Hockey League auf der Position des Verteidigers bestritten hat. Hauptsächlich war Henry in der American Hockey League aktiv.

## Karriere
Henry begann seine Eishockeykarriere 1995 in der kanadischen Juniorenliga Northern Ontario Hockey Association bei den Timmins Majors und spielte auch noch zwei Spiele für die Timmins Golden Bears, bevor er zu den London Knights in die Ontario Hockey League wechselte, wo er drei Jahre blieb.
Seine Profikarriere begann Henry 1999 bei den Hamilton Bulldogs in der American Hockey League, für die in drei Jahren 185 Spiele bestritt. 2002 debütierte Henry in der National Hockey League bei den Edmonton Oilers, die ihn allerdings schon nach drei Spielen auf die Transferliste setzten. Er bestritt noch 38 Spiele für die Washington Capitals und drei für die Portland Pirates, bevor er am 9. Oktober 2003 wieder auf der Transferliste landete. Neuer Arbeitgeber wurden die Minnesota Wild und Henry spielte nun seine erste komplette NHL-Saison. Während des NHL-Lockouts 2004/05 spielte Henry in der deutschen 2. Liga beim ESV Kaufbeuren und kehrte danach wieder nach Minnesota zurück, wo er zeitweise Mannschaftskapitän war.
Am 22. August 2006 wurde Henry, nun Free-Agent, von den Nashville Predators unter Vertrag genommen, spielte aber nur für deren Farmteam, die Milwaukee Admirals. Im Juli 2008 unterschrieb er bei den Montréal Canadiens einen Einjahresvertrag, bestritt aber nur zwei Spiele in der NHL. Stattdessen kehrte er zu den Hamilton Bulldogs zurück, wo er bis 2012 blieb.
Am 9. Mai 2012 wurde bekannt gegeben, dass Henry einen Vertrag bei der Düsseldorfer EG unterschrieben hat. Dort verbrachte er eine Spielzeit, ehe er in die benachbarten Niederlande zu HYS The Hague wechselte. Dort beendete er im Sommer 2014 seine aktive Karriere. Im Anschluss daran arbeitete er ab Sommer 2015 als Assistenztrainer an der in der U Sports beheimateten Dalhousie University. Zudem war er ab Sommer 2017 für die Arizona Coyotes tätig.

## Erfolge und Auszeichnungen
- 1998 CHL Top Prospects Game

## Karrierestatistik
(Legende zur Spielerstatistik: Sp oder GP = absolvierte Spiele; T oder G = erzielte Tore; V oder A = erzielte Assists; Pkt oder Pts = erzielte Scorerpunkte; SM oder PIM = erhaltene Strafminuten; +/− = Plus/Minus-Bilanz; PP = erzielte Überzahltore; SH = erzielte Unterzahltore; GW = erzielte Siegtore; 1 Play-downs/Relegation; Kursiv: Statistik nicht vollständig)